# جون لافي (مصور)
جون لافي (بالإنجليزية: Jon Levy)‏ هو مصور بريطاني، ولد في 1967.